# (36280) 2000 CJ77
2000 CJ77 (asteroide 36280) é um asteroide da cintura principal. Possui uma excentricidade de 0.00400240 e uma inclinação de 1.11316º.
Este asteroide foi descoberto no dia 1 de fevereiro de 2000 por Peter Kušnirák em Ondřejov.